# Weißenfels (stad)
Weißenfels is een gemeente in de Duitse deelstaat Saksen-Anhalt, gelegen in de Landkreis Burgenlandkreis. De stad telt 39.958 inwoners.
In Weißenfels is het museum Heinrich-Schütz-Haus gevestigd dat zich wijdt aan het leven en werk van de barokcomponist Heinrich Schütz.

## Indeling gemeente
De gemeente bestaat uit de volgende delen:
- Beuditz, sinds circa 1900
- Borau, sinds 1-1-1995
- Burgwerben
- Georgenberg, sinds 1833
- Großkorbetha
- Kleben, sinds 1-1-1995
- Klingenvorstadt, sinds 1833
- Langendorf, sinds 1-1-2010
- Leißling
- Markwerben, sinds 1-1-2010
- Nikolaivorstadt, sinds 1833
- Reichardtswerben
- Saaltorvorstadt, sinds 1833
- Schkortleben
- Selau
- Storkau met Obschütz en Pettstädt
- Tagewerben
- Uichteritz, sinds 1-1-2010
- Weißenfels
- Wengelsdorf met Leina en Kraßlau

## Bekende personen

### Geboren
- Johann Ernst Altenburg (1734-1801), componist, organist en trompettist
- Joachim Wilhelm von Brawe (1738-1758), toneelschrijver uit de verlichting
- Hermann Loew (1807-1879), entomoloog
- Konrad Dannenberg (1912-2009), Duits-Amerikaans ruimtevaartpionier
- Andreas Martens (1951), stripauteur
- Gesine Walther (1962), atlete

### Overleden
- Heinrich Schütz (1585-1672), componist en organist uit de barok
- Novalis (1772-1801), schrijver uit de romantiek (pseudoniem van Georg Friedrich Philipp Freiherr von Hardenberg)
- Paul Pömpner (1892-1934), voetballer

## Partnersteden
Partnersteden van Weißenfels zijn:
- Kornwestheim, Duitsland (sinds 1990)
- Komárno, Slowakije (sinds 1996)

## Galerij

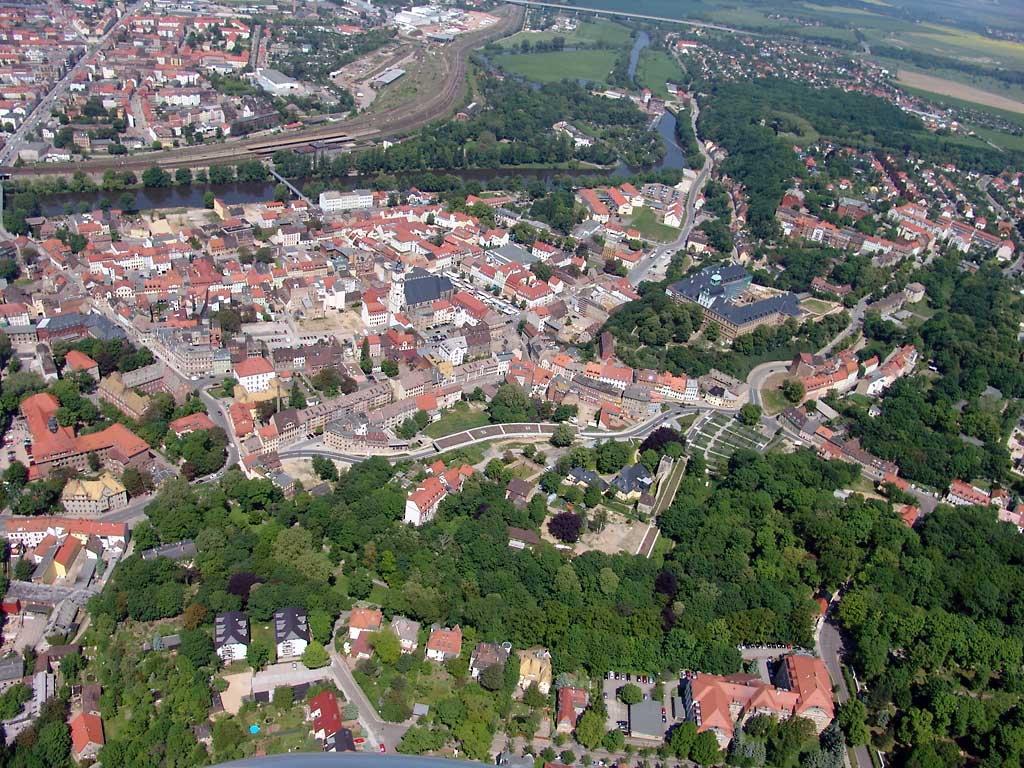
Luchtfoto van Weißenfels
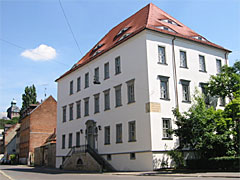
Sterfhuis van schrijver Novalis
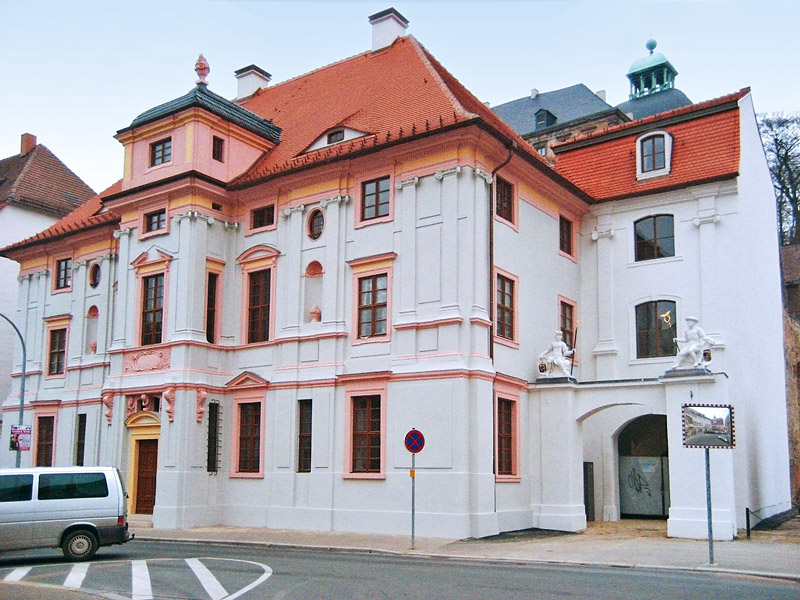
Het Prinsenhuis in de Leipziger Straße 9

An der Poststraße · 
Bad Bibra · 
Balgstädt · 
Droyßig · 
Eckartsberga · 
Elsteraue · 
Finne · 
Finneland · 
Freyburg · 
Gleina · 
Goseck · 
Gutenborn · 
Hohenmölsen · 
Kaiserpfalz · 
Karsdorf · 
Kretzschau · 
Lanitz-Hassel-Tal · 
Laucha an der Unstrut · 
Lützen · 
Meineweh · 
Mertendorf · 
Molauer Land · 
Naumburg · 
Nebra · 
Osterfeld · 
Schnaudertal · 
Schönburg · 
Stößen · 
Teuchern · 
Weißenfels · 
Wethau · 
Wetterzeube · 
Zeitz